# Fiona
Fiona és un prenom femení. El nom Fiona fou emprat per primera vegada pel poeta escocès James Macpherson (1736-96), autor de The Works of Ossian, que afirmava eren traduccions de fonts gal·leses antigues (fonts que són considerades falses o inexistents). El nom fou, posteriorment, utilitzat com a pseudònim per William Sharp (1855-1905), que publicava uns quants treballs romàntics sota el nom "Fiona Macleod". El nom s'ha tornat de llavors ençà popular a Anglaterra i Escòcia.
Es considera que el nom és una forma llatinitzada de la paraula Gal·lesa fionn, que significa "blanc", "bell". Si bé que el nom Fiona és també a vegades utilitzat com a Anglinització del mot irlandès Fíona. Per altra banda el mot també és equiparat amb el nom Gaèlic escocès Fiona, femení del nom Fionnghal(és possible que Fiona fos basat en Fionnghal).
El nom Fiona està assolint popularitat en països de llengua Alemanya. Fiona era el 49è nom més popular per a noies nascudes el 2008 a Alemanya. i el tercer més posat a Liechtenstein el mateix any. Als Estats Units el nom està entre els 500 més posats des de 1999.

## Onomàstica
Fiona és un nom adèspota, és a dir no presenta equivalència en el Santoral. L'onomàstica es pot celebrar el dia 1 de novembre, Tots sants.

## Personatges famosos
- Fiona Morrison Porta, fotògrafa i pintora andorrana,[6][7] atleta (campiona de surf de vela, va participar en els Jocs Olímpics d'Atlanta el 1996).[8]
- Fiona Apple, cantant
- Fiona, cantant, nom artístic de Fiona Flanagan
- Fiona Bruce, presentadora de Televisió (BBC)
- Fiona Fairhurst, Inventora del vestit de bany Speedo Fastskin
- Fiona MacGillivray, Cantant canadenca del grup The Cottars
- Fiona Mackenzie, Cantant
- Fiona Millar,periodista
- Fiona Shaw, actriu irlandesa
- Julia Fiona Roberts, actriu americana